# 정희숙 (농구 선수)
정희숙은 1978년 방콕 아시안 게임 여자 농구 금메달리스트이다.

## 가족
그의 딸인 함예슬은 여자 프로 농구 선수로 활동했고, 아들 함준후는 남자 프로 농구 선수로 활동중이다.